# L'alieno
L'alieno (The Hidden) è un film del 1987 diretto da Jack Sholder e scritto da Jim Kouf (con lo pseudonimo di Bob Hunt). I protagonisti sono interpretati da Kyle MacLachlan, Michael Nouri,  Clu Gulager, Chris Mulkey e Ed O’Ross. Distribuito dalla New Line Cinema, nel 1993 viene realizzato un sequel, The Hidden II, diretto da Seth Pinsker.
È liberamente ispirato al romanzo Strisciava sulla sabbia (Needle, 1950) dello scrittore Hal Clement.

## Trama
Diverse persone, che non si conoscono tra loro e non hanno nulla in comune, improvvisamente assumono un comportamento predatorio, incuranti delle precauzioni ed estremamente violente, in particolare, sembrano attratte da auto supersportive, musica heavy metal, e denaro. La cosa ancora più strana è che ogni volta che ognuna di queste persone viene resa inoffensiva o uccisa, ecco che un'altra persona riprende a tracciare la scia di sangue e di violenza.
Il poliziotto Tom Beck, cerca senza successo di stabilire un nesso tra i vari casi avvenuti e quello simile in corso. Si ritrova affiancato da Lloyd Gallagher, uno strano agente dell'FBI, che dimostra di essere in possesso di informazioni che sorprendentemente gli permettono di prevedere le mosse del rapinatore sanguinario.
Quando ogni spiegazione razionale non basterà più, Gallagher sarà costretto a informare l'incredulo Beck della natura non umana dell'entità che stanno inseguendo, in un crescendo di violenza che rischia di avere un epilogo inquietante quando l'alieno punterà ad occupare il corpo di una potente personalità che si avvia ad assumere un ruolo che lo renderà più che mai intoccabile.

## Edizione italiana
L'alieno esce in Italia nel settembre 1988, con doppiaggio affidato alla Cine Video Doppiatori.

## Premi e riconoscimenti
- Festival internazionale del film fantastico di Avoriaz Gran Prix

## Sequel
- L'alieno 2 (1994)